# Dani Santafé
Daniel Santafé Mena, detto Dani (Valtierra, 3 luglio 1997), è un calciatore spagnolo, centrocampista svincolato.

## Carriera
Cresciuto nel settore giovanile dell'Osasuna, nel 2016 viene ceduto all'Iruña, all'epoca società satellite del club di Pamplona. Nel gennaio 2017 torna all'Osasuna, che lo aggrega alla propria squadra riserve; in quattro stagioni e mezza totalizza 103 presenze e cinque reti. Nell'estate del 2021 viene acquistato dalla squadra greca dell'Asteras Tripolīs.

## Statistiche

### Presenze e reti nei club
Statistiche aggiornate al 4 aprile 2023.
| Stagione                | Squadra                 | Campionato              | Campionato | Campionato | Coppe nazionali | Coppe nazionali | Coppe nazionali | Coppe continentali | Coppe continentali | Coppe continentali | Altre coppe | Altre coppe | Altre coppe | Totale | Totale |
| Stagione                | Squadra                 | Comp                    | Pres       | Reti       | Comp            | Pres            | Reti            | Comp               | Pres               | Reti               | Comp        | Pres        | Reti        | Pres   | Reti   |
| ----------------------- | ----------------------- | ----------------------- | ---------- | ---------- | --------------- | --------------- | --------------- | ------------------ | ------------------ | ------------------ | ----------- | ----------- | ----------- | ------ | ------ |
| gen.-giu. 2017          | Osasuna B               | SDB                     | 17         | 1          |                 | -               | -               |                    | -                  | -                  |             | -           | -           | 17     | 1      |
| 2017-2018               | Osasuna B               | SDB                     | 17         | 0          |                 | -               | -               |                    | -                  | -                  |             | -           | -           | 17     | 0      |
| 2018-2019               | Osasuna B               | TD                      | 22         | 0          |                 | -               | -               |                    | -                  | -                  |             | -           | -           | 22     | 0      |
| 2019-2020               | Osasuna B               | SDB                     | 25         | 0          |                 | -               | -               |                    | -                  | -                  |             | -           | -           | 25     | 0      |
| 2020-2021               | Osasuna B               | SDB                     | 16+6       | 3+1        |                 | -               | -               |                    | -                  | -                  |             | -           | -           | 22     | 4      |
| Totale Osasuna B        | Totale Osasuna B        | Totale Osasuna B        | 97+6       | 4+1        |                 | -               | -               |                    | -                  | -                  |             | -           | -           | 103    | 5      |
| 2021-2022               | Asteras Tripolīs        | SL                      | 8+5        | 0          | CG              | 0               | 0               |                    | -                  | -                  |             | -           | -           | 13     | 0      |
| 2022-2023               | Asteras Tripolīs        | SL                      | 10+2       | 0          | CG              | 0               | 0               |                    | -                  | -                  |             | -           | -           | 12     | 0      |
| Totale Asteras Tripolīs | Totale Asteras Tripolīs | Totale Asteras Tripolīs | 18+7       | 0          |                 | 0               | 0               |                    | -                  | -                  |             | -           | -           | 25     | 0      |
| Totale carriera         | Totale carriera         | Totale carriera         | 128        | 5          |                 | 0               | 0               |                    | -                  | -                  |             | -           | -           | 128    | 5      |

## Palmarès

### Club

#### Competizioni nazionali
- Tercera División: 1

Osasuna B: 2018-2019 (gruppo 15)